# Bonifacio Alvira
Bonifacio Alvira Mostolac fue un político español del siglo XIX.

## Reseña biográfica
Fue diputado provincial por el distrito de Zaragoza. Del 18 de julio de 1876 al 20 de marzo de 1877 fue presidente de la Diputación Provincial de Zaragoza.
| Predecesor: Fernando López Roda | Presidente de la Diputación Provincial de Zaragoza 19 de julio de 1876 - 20 de marzo de 1877 | Sucesor: Fernando de Paula Oseñalde |